# Gerhard Ludwig Müller

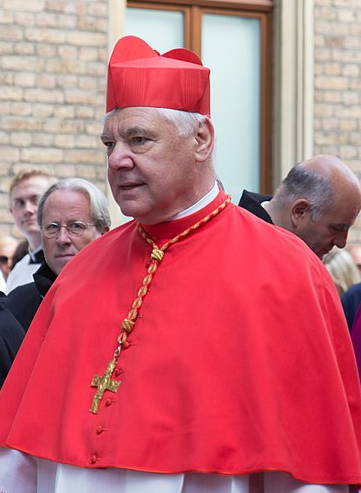
Gerhard Ludwig Kardinal Müller

Müllers Kardinalswappen

Gerhard Ludwig Kardinal Müller (* 31. Dezember 1947 in Finthen, heute zu Mainz) ist ein deutscher Theologe, Erzbischof und Kardinalpriester der römisch-katholischen Kirche. Er war von 2002 bis 2012 Bischof von Regensburg sowie von 2012 bis 2017 Präfekt der Kongregation für die Glaubenslehre und ist seit 2021 Richter an der Apostolischen Signatur, dem höchsten Gericht der römischen Kirche.

## Leben
Gerhard Ludwig Müller wurde als Sohn des Arbeiters Martin Müller und dessen Ehefrau Lioba, geb. Straub, geboren und wuchs gemeinsam mit Bruder Günter und den Schwestern Hildegard und Antonia in Finthen auf. Nach dem Abitur am Bischöflichen Willigis-Gymnasium in Mainz studierte er Philosophie und Katholische Theologie an der Johannes Gutenberg-Universität Mainz, der Ludwig-Maximilians-Universität München und der Albert-Ludwigs-Universität Freiburg. 1977 wurde er bei Karl Lehmann mit einer Dissertation mit dem Thema Kirche und Sakramente im religionslosen Christentum. Bonhoeffers Beitrag zu einer ökumenischen Sakramententheologie zum Dr. theol. promoviert.
Am 3. Oktober 1977 empfing Müller die Diakonenweihe und wurde am 11. Februar 1978 in Mainz-Finthen durch Hermann Kardinal Volk zum Priester geweiht. Anschließend war er in St. Nikolaus in Klein-Krotzenburg, St. Michael in Bürstadt und in St. Josef in Offenbach am Main als Kaplan sowie als Religionslehrer am Wolfgang-Ernst-Gymnasium in Büdingen und am Gymnasium des Wetteraukreises in Nidda tätig.

### Akademische Laufbahn
Parallel zu seiner seelsorgerischen Tätigkeit habilitierte sich Müller bei Karl Lehmann mit einer Habilitationsschrift zum Thema Gemeinschaft und Verehrung der Heiligen. Geschichtlich-systematische Grundlegung der Hagiologie, die 1985 an der Albert-Ludwigs-Universität Freiburg angenommen wurde.
1986 erhielt Müller einen Ruf auf den Lehrstuhl für Dogmatik und Dogmengeschichte der Ludwig-Maximilians-Universität in München, an der er heute noch Honorarprofessor ist. Unter seinen mittlerweile über 400 wissenschaftlichen Publikationen ist seine Katholische Dogmatik. Für Studium und Praxis der Theologie die bekannteste. Müllers Forschungsschwerpunkte sind Ökumenische Theologie, Neuzeit, Offenbarungsverständnis, theologische Hermeneutik, Priestertum und Diakonat.
Daneben hat oder hatte Müller Gastprofessuren in Madrid, Santiago de Compostela, Cuzco, Rom, Philadelphia, Kerala, Salamanca, Lugano sowie São Paulo. Im Jahr 1999 war er bei der II. Sonderversammlung für Europa und im Jahr 2001 bei der X. Ordentlichen Generalversammlung der Bischofssynode als theologischer Berater (Peritus) tätig. Von 1998 bis 2002 arbeitete er als Mitglied in der Internationalen Theologenkommission mit.

### Bischof von Regensburg

Wappen als Bischof von Regensburg

#### Weihe
Am 1. Oktober 2002 wurde Gerhard Ludwig Müller von Papst Johannes Paul II. zum Bischof von Regensburg ernannt. Die Bischofsweihe vollzog am 24. November 2002 der Erzbischof von München und Freising, Friedrich Kardinal Wetter. Mitkonsekratoren waren der Mainzer Bischof, Karl Kardinal Lehmann, der Weihbischof in Regensburg, Vinzenz Guggenberger, sowie Müllers Vorgänger als Bischof von Regensburg, Manfred Müller.
Anwesend waren u. a. auch die Kardinäle Joseph Ratzinger, Antonio María Rouco Varela, Paul Augustin Mayer OSB und Leo Scheffczyk.
Sein Wahlspruch Dominus Jesus („Jesus ist der Herr“) entstammt dem Römerbrief (Röm 10,9 ) und ist auch der Titel einer programmatischen Schrift des damaligen Präfekten der Glaubenskongregation und späteren Papstes Benedikt XVI. aus dem Jahr 2000. In seinem Bischofswappen drückt er seine Verbundenheit sowohl mit seiner Mainzer Heimat als auch mit seiner nunmehrigen Diözese Regensburg aus, indem er die Wappen beider Bistümer integriert. Die Bischofsfigur im Herzschild kann nach Müllers eigenem Bekunden sowohl als der Mainzer Bischof und „Apostel der Deutschen“ Bonifatius interpretiert werden als auch als der Heilige Wolfgang, der Bischof von Regensburg war.

#### Pastorales Wirken

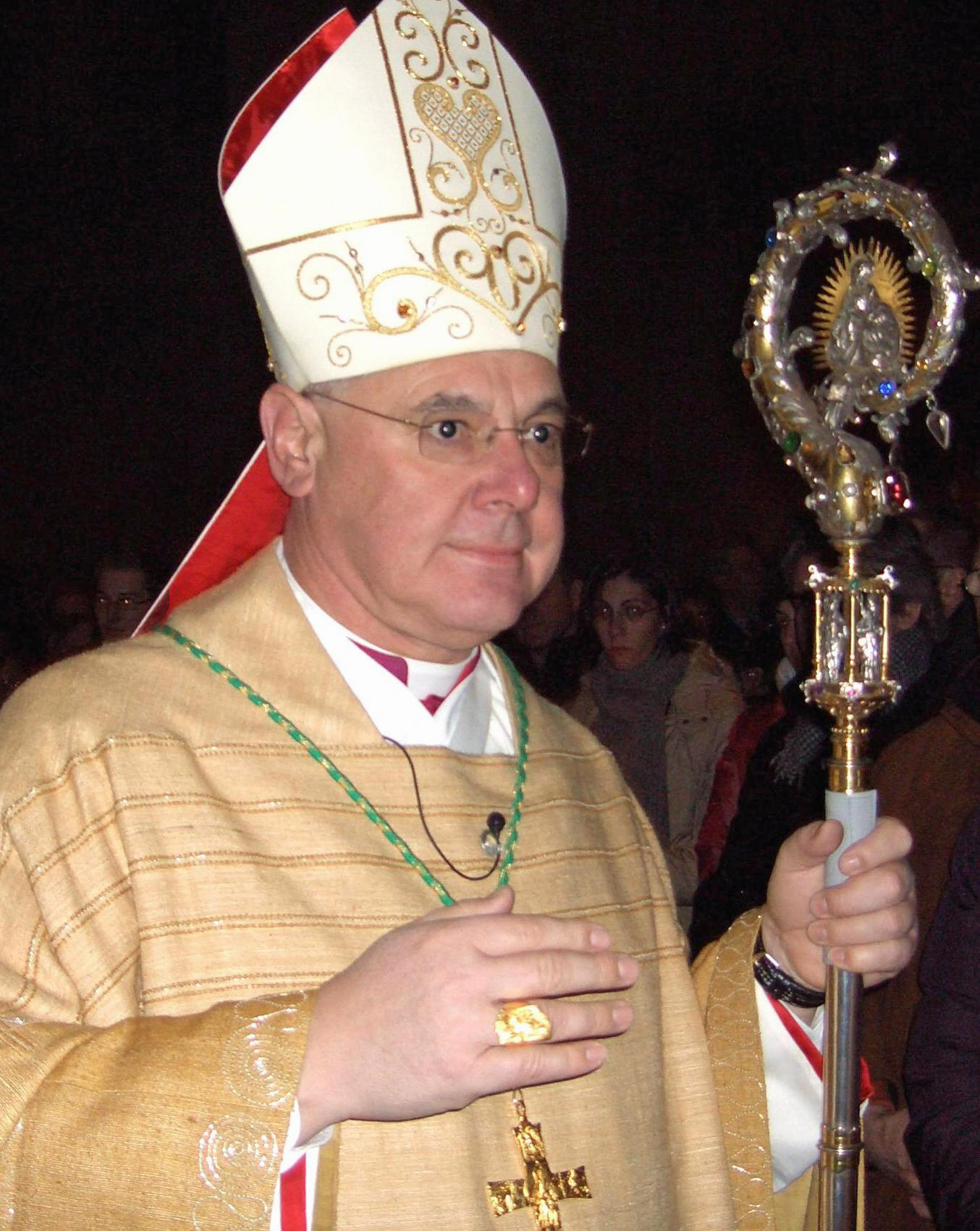
Müller bei der Christmette im Regensburger Dom (2006)

Im November 2003 gründete Bischof Müller eine diözesane Schulstiftung, die die Trägerschaft von bisher zwölf kirchlichen Schulen übernahm und damit deren Zukunft sicherte. Von 2003 bis 2005 besuchte er die acht Regionen der Diözese jeweils über eine Woche lang intensiv und suchte den Kontakt mit kirchlichen und gesellschaftlichen Personen und Einrichtungen.
Mit einer Reform der Laienräte ordnete Müller im November 2005 die Formen der Laienzusammenarbeit auf Diözesan-, Dekanats- und Pfarrebene neu. Er begründete dies mit pastoralen Notwendigkeiten und mit dem Kirchenrecht. Der Vorsitzende des ZdK bezeichnete zwar die Änderungen als „eine nicht hinnehmbare Rechtsverletzung“, die Apostolische Signatur als höchstes Kirchengericht stellte jedoch in dem Dekret der Signatur vom 28. Februar 2007 endgültig fest, dass die Regensburger Rätereform rechtmäßig war, und bestätigte damit den Beschluss der Kleruskongregation vom März 2006.
Von 11. bis 14. September 2006 besuchte Papst Benedikt XVI. im Rahmen seiner apostolischen Reise nach Bayern Regensburg und feierte gemeinsam mit Bischof Müller die Heilige Messe auf dem Islinger Feld vor 230.000 Besuchern.
Auf Anregung des Bischofs führten die Pfarreien des Dekanates Regensburg/Stadt 2008 bis 2009 in Zusammenarbeit mit der Gemeinschaft Emmanuel eine Stadtmission in Regensburg durch. Sie begann in zwei Kernpfarreien und setzte sich 2009 in den anderen Stadtpfarreien fort. Den seit 600 Jahren bestehenden Kötztinger Pfingstritt erhob Müller wieder zur eucharistischen Prozession, an der er jährlich selbst teilnahm. Wiederum nach einer Initiative Müllers wurden im Regensburger Dom die Sailerkapelle zur Zelebration an Werktagen hergerichtet, die neue Domorgel gebaut, der Westeingang geöffnet und die regelmäßige Sonntagsbeichte eingeführt.

#### Überdiözesane Aufgaben
In der Deutschen Bischofskonferenz war Müller Vorsitzender der Ökumenekommission, stellvertretender Vorsitzender der Glaubenskommission und Mitglied der Kommission Weltkirche.
Außerdem wirkte er als stellvertretender Vorsitzender der Arbeitsgemeinschaft christlicher Kirchen in Deutschland und als erster Vorsitzender des Vereins zur Förderung des Ostkirchlichen Instituts Regensburg e. V.
Von 2009 bis 2012 war er katholischer Vorsitzender der vierten Dialogphase der „Internationalen lutherisch / römisch-katholischen Kommission für die Einheit“ zum Thema „Taufe und wachsende Kirchengemeinschaft“.
Ebenfalls im Jahr 2009 begann Bischof Müller als katholischer Vorsitzender die theologischen Gespräche zwischen dem Moskauer Patriarchat und der Deutschen Bischofskonferenz. Er stand auch der „Gemeinsamen Kommission der Deutschen Bischofskonferenz und der Orthodoxen Kirchen in Deutschland“ vor.

#### Weltkirchliche Aufgaben
Das von Bischof Müller 2008 in den Räumen des Priesterseminars eingerichtete diözesane Institut Papst Benedikt XVI. mit Sitz in Regensburg gibt im Auftrag von Papst Benedikt XVI. dessen Gesamtwerk in 16 Bänden heraus. Seither sind 13 Bände erschienen. Die Aufgabe als Herausgeber nahm Erzbischof Müller auch nach seiner Berufung zum Präfekten der Kongregation für die Glaubenslehre weiter wahr.
Am 20. Dezember 2007 berief ihn Papst Benedikt XVI. zudem zum Mitglied in der Kongregation für die Glaubenslehre und am 17. Januar 2009 zum Mitglied des Päpstlichen Rats für die Kultur. Am 12. Juni 2012 erfolgte die Berufung in den Päpstlichen Rat zur Förderung der Einheit der Christen sowie in die Kongregation für das Katholische Bildungswesen. Zudem wurde er am 24. November desselben Jahres zum Mitglied des Päpstlichen Rates für die Gesetzestexte berufen.
Am 19. Februar 2014 wurde er von Papst Franziskus als ordentliches Mitglied in die Kongregation für die orientalischen Kirchen berufen.
Papst Franziskus ernannte ihn am 21. Juni 2021 zudem zum Mitglied der Apostolischen Signatur.

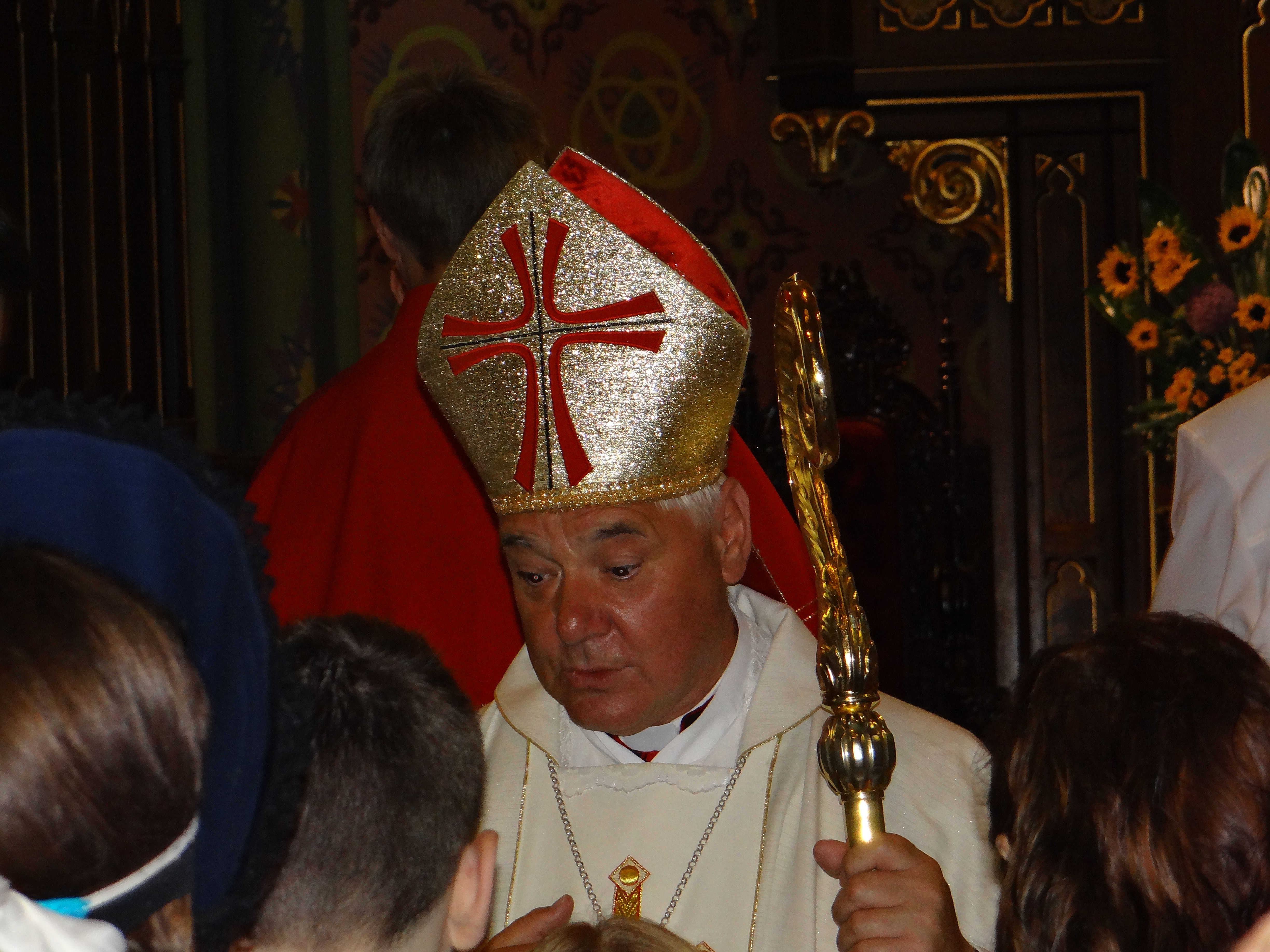
Erzbischof Müller nach einem Pontifikalamt in Rom mit Jugendlichen im Gespräch

### Präfekt der Kongregation für die Glaubenslehre und Erhebung zum Kardinal
Am 2. Juli 2012 berief Papst Benedikt XVI. Gerhard Ludwig Müller an die Römische Kurie und ernannte ihn als Nachfolger von William Joseph Levada zum Präfekten der Kongregation für die Glaubenslehre sowie zum Präsidenten der Päpstlichen Kommission Ecclesia Dei, der Päpstlichen Bibelkommission und der Internationalen Theologenkommission. Zudem verlieh er ihm den Titel eines Erzbischofs ad personam.
Papst Franziskus bestätigte Gerhard Ludwig Müller am 21. September 2013 in seinem Amt und nahm ihn im feierlichen Konsistorium vom 22. Februar 2014 als Kardinaldiakon mit der Titeldiakonie Sant’Agnese in Agone in das Kardinalskollegium auf.
Müllers Amtszeit als Leiter der Römischen Glaubenskongregation endete fristgerecht nach fünf Jahren am 2. Juli 2017. Der Papst verzichtete auf eine mögliche Verlängerung. Müller kritisierte den Papst, der ihm „innerhalb einer Minute seine Entscheidung mitgeteilt“ und keine Gründe genannt habe: „Diesen Stil kann ich nicht akzeptieren.“ Gleichzeitig bekundete er seine ungebrochene Loyalität gegenüber Papst Franziskus, „als Katholik, Bischof und Kardinal, wie sich das gehört“. Zu seinem Nachfolger als Präfekt der Glaubenskongregation wie auch der Päpstlichen Kommission Ecclesia Dei berief Franziskus Erzbischof Luis Ladaria SJ. 
In verschiedenen Medien wurde die Vermutung geäußert, dass die Nicht-Verlängerung seiner Amtszeit mit vorangegangenen finanziellen Unregelmäßigkeiten (Stichworte: „Geld in Plastiktüten“, „Gelder auf Privatkonten gebucht“) zu tun gehabt habe. Kardinal Müller wies dies zurück.

### Spätere Aufgaben
Im Juni 2021 ernannte Papst Franziskus den 73-jährigen Müller für eine fünfjährige Amtszeit zum Mitglied des „Supremo Tribunale“ der Apostolischen Signatur, also zum Richter am höchsten Kirchengericht.
Im ordentlichen Konsistorium vom 1. Juli 2024 bestätigte Papst Franziskus Müllers optatio (Bitte) um die Ernennung zum Kardinalpriester unter gleichzeitiger Erhebung seiner Titeldiakonie pro hac vice zur Titelkirche.

## Theologie
Müller gilt als international renommierter Theologe. In seiner Tätigkeit als Bischof war er unter anderem wegen seiner Eingriffe in die Arbeit der örtlichen Laiengremien und wegen seines Umgangs mit dem Missbrauchsskandal in der katholischen Kirche umstritten und wurde von manchen als „konservativer Hardliner“ angesehen. Andererseits machte er sich durch sein entschiedenes Vorgehen gegen Rechtsradikalismus und extremistische Tendenzen innerhalb der traditionalistischen Piusbruderschaft einen Namen und war ein enger Freund des Namensgebers der Befreiungstheologie, des Peruaners Gustavo Gutiérrez. Innerhalb der Weltkirche gilt Müller daher als Vertreter einiger durchaus progressiver Positionen.

### Kirchliches Lehramt
Besonderen Wert legt Müller auf die Autorität des kirchlichen Lehramts und der apostolischen Sukzession: Die Interpretation des geoffenbarten Willens Jesu Christi und somit die verbindlichen Glaubensregelungen der römisch-katholischen Kirche ist demnach allein den Trägern des ordentlichen und außerordentlichen Lehramts, also den Bischöfen, dem Papst sowie Ökumenischen Konzilien vorbehalten. In diesem Sinne weist Müller auf die Verbindlichkeit der Konstitutionen des Zweiten Vatikanischen Konzils (insbesondere Lumen gentium Nr. 25) hin. Die tradierten Glaubensgrundsätze der Kirche könnten aus diesem Grund nur aus der Kirche selbst heraus verändert werden. Kritikern gegenüber vertritt Müller einen strikt legalistischen Standpunkt und wirft ihnen eine Unterminierung nicht nur des kirchlichen Lehramts, sondern auch des Katholizismus an sich vor.

### Glaube und Relativismus
Scharf kritisiert Müller den Relativismus: Die vermeintliche Toleranz von „Religions- und Kirchenpluralisten“ sei in Wahrheit Intoleranz gegenüber Gott und Ausdruck einer „Arroganz der Kreatur“.

### Soziale Gerechtigkeit und Befreiungstheologie
Von 1988 bis 2002 war er in jedem Sommer mehrere Wochen in verschiedenen südamerikanischen Ländern, namentlich in Peru, dort insbesondere im Bezirk Lares in der Region Cusco sowie in den Armenvierteln von Lima, seelsorgerisch tätig.
Er kritisiert nicht nur die dortigen Lebensverhältnisse der verarmten Bevölkerung und die herrschenden sozialen Unterschiede, sondern auch die Untätigkeit und das mangelnde Engagement in Teilen des örtlichen Klerus. Er plädiert für eine „Theologie der Befreiung“ im Sinne Gustavo Gutiérrez’, die ganz konkret die Befreiung der Menschen von Armut und Würdelosigkeit zum Ziel haben müsse. In Terminologie und Analysen von Befreiungstheologie und Marxismus sieht Müller gewisse Schnittmengen, eine ideologische Vereinnahmung der Kirche durch sozialrevolutionäre Strömungen lehnt er ab. In dem gemeinsam mit Gutiérrez verfassten, 2004 veröffentlichten Buch An der Seite der Armen – Theologie der Befreiung legt Müller seine Überlegungen und Ansichten zu diesem Thema dar.
Im Sinne der Katholischen Soziallehre spricht er sich für eine solidarische, gerechte und mitmenschliche Gesellschaft und für den Grundsatz des verpflichtenden Eigentums aus. Den fürsorgenden Sozialstaat, gerade im Alter und bei Krankheit, befürwortet er; Missbräuche gebe es zweifellos, von Verallgemeinerungen sei jedoch abzusehen: Menschen in Not zu kritisieren, stehe Christen nicht an. Die Finanzkrise sah er als Sinnkrise des Materialismus und als Chance zur Umkehr.

### Ökumene
Im ökumenischen Dialog gilt Müller als ebenso kenntnisreicher wie kompromissloser Gesprächspartner. Besonders intensiv hat er sich mit dem Verhältnis zu den reformatorischen Kirchen beschäftigt. An der Theologie Martin Luthers würdigt er den christozentrischen Ansatz seiner Rechtfertigungslehre und die Betonung fundamentaler Glaubensgrundsätze. Eine Spaltung oder gar Zersplitterung der (westlichen) Kirche, die Müller als „Wunde am Leib Christi“ begreift, habe Luther nie gewollt. Andererseits erwarte er – auch im Blick auf das Lutherjubiläum 2017 – von evangelischer Seite eine differenzierte Sicht auf den Reformator, etwa was dessen Verhältnis zu den Juden, den Bauern oder zum Papst betreffe. So sei es an der Zeit, „dass man sich auf evangelischer Seite ganz offiziell von der Behauptung Luthers distanziert, dass der Papst der Antichrist sei“.
Grundsätzlich ist Müller ein Befürworter des ökumenischen Gesprächs mit dem Ziel, gerade die alltäglichen Probleme der konfessionellen Spaltung (etwa in konfessionsverschiedenen Ehen) zu überwinden; in besonderem Maße gelte dies für die Situation in Deutschland. Er weist jedoch deutlich darauf hin, dass dieser Dialog ein gleichberechtigtes Aufeinander-Zugehen beinhalten müsse; seiner Ansicht nach agiere die evangelische Seite teils zu forsch. Inhaltlich kritisiert er insbesondere, dass sich die evangelische Kirche vom reformatorischen Ursprung entfernt habe und stattdessen einem aufklärerischen Impetus folge. Evangelische Christen seien aufgrund der Taufe und des Glaubensbekenntnisses „wirklich unsere Brüder und Schwestern im Christusglauben“, allerdings könnten die grundsätzlichen Unterschiede in entscheidenden Fragen wie Eucharistie, Priester- und Bischofsweihe oder dem Verständnis von Kirche an sich nicht einfach ignoriert werden. Eine wirkliche Kirchengemeinschaft, eine Communio ecclesiarum, kann sich Müller nur unter katholischen Prämissen vorstellen – nicht als Unterwerfung, sondern als „Gemeinschaft mit dem Papst“. Auch eine gemeinsame Eucharistiefeier sieht er erst am Ende eines ökumenischen Prozesses; Ausnahmen in Einzelfällen könne es – bischöflichen Dispens vorausgesetzt – geben.
Weniger Probleme – schon aufgrund des vergleichbaren Verständnisses der Kirche als die eine, unteilbare, in apostolischer Sukzession befindliche und eine verbindliche Lehre beinhaltende – sieht Müller mit der Orthodoxie, die er ausdrücklich als „Schwesterkirche“ tituliert.

### Interreligiöser Dialog
Das jüdisch-christliche Verhältnis bezeichnet Müller als „sehr positiv und so freundschaftlich wie noch nie seit 2000 Jahren“. Antisemitismus sei – gerade im Blick auf Randströmungen der katholischen Kirche wie die Piusbruderschaft – kompromisslos zu bekämpfen. Im Bezug auf die 2009 erfolgte Rücknahme der Exkommunikation des Bischofs der Piusbruderschaft und verurteilten Holocaustleugners Richard Williamson verteidigte er Papst Benedikt XVI. gegen Kritik aus dem Zentralrat der Juden in Deutschland, räumte aber auch ein, dass „die Sache mit Williamson unglücklich gelaufen“ sei. Im Nahostkonflikt rät er zur Zurückhaltung: Die Deutschen seien „vor dem Hintergrund der Geschichte Deutschlands gegenüber dem Judentum keine idealen Ratgeber“.

### Priesterweihe für verheiratete Männer
In seiner Zeit als Theologieprofessor in München hatte sich Müller 1992 im Rückblick auf eine Projektreise nach Peru, die er 1988 unternommen hatte, für die Zulassung verheirateter Männer zum Priestertum ausgesprochen: „Es müsste auch Möglichkeiten geben, in den vielen schwer erreichbaren Gemeinden oder in den städtischen Massenpfarreien religiös ausgewiesenen und theologisch ausgebildeten Familienvätern die Priesterweihe zu spenden, damit sie vor Ort die pastoralen und liturgischen Grunddienste ausüben können.“ Müller könne sich vorstellen, dass Gemeindeleitungs-Teams aus zölibatären und verheirateten Priestern gebildet werden können, und erklärte: „Eine solche Neukonzeption widerspräche nicht der Tradition der Kirche. Denn die Treue zur Tradition bedeutet nicht, dass die Kirche in jedem Fall nur der vergangenen Geschichte verpflichtet ist, sondern vielmehr noch der zukünftigen Geschichte, für die die Kirche ihre immer identische Sendung zum Heilsdienst auszuüben hat.“

## Gerhard Ludwig Müller in der öffentlichen Diskussion

### Konflikt mit innerkirchlichen Kritikern
Bischof Müller ging gegen Gruppierungen wie Wir sind Kirche und den Aktionskreis Regensburg mit dessen Zeitschrift Pipeline vor. Auch leitete er gegen mehrere Pfarrer Disziplinarmaßnahmen ein.
Beim 98. Deutschen Katholikentag 2012 äußerte sich Müller über Gruppen, die der Kirche mangelnde Dialog- und Veränderungsbereitschaft vorgeworfen und mehr Mitwirkungsrechte für Frauen und Laien sowie Verbesserungen für geschiedene Wiederverheiratete gefordert hatten. Es sei die Frage, ob es sich bei den sogenannten Reformgruppen wirklich um solche handle. Es könne „nicht sein, dass Leute, die von sich aus nichts zustandebringen, sich an die großen Veranstaltungen dranhängen und eine parasitäre Existenzform bringen.“

### Konflikte mit Theologen
Im Oktober 2004 entzog Bischof Müller dem Regensburger Liturgiedozenten August Jilek die kirchliche Lehrerlaubnis, da dieser – so die Begründung Müllers – in Briefen einen Kirchenaustritt in Erwägung gezogen hatte. Die Bischofskongregation und die Bischofskonferenz sprachen sich ebenfalls für den Entzug aus.
Im Februar 2009 maßregelte der Bischof die drei Regensburger Theologieprofessoren Sabine Demel, Burkard Porzelt und Heinz-Günther Schöttler, die zu den Erstunterzeichnern der „Petition Vaticanum II“ gehörten. Darin kritisierten sie die Aufhebung der 1988 festgestellten Exkommunikation von vier Bischöfen der Piusbruderschaft durch Papst Benedikt XVI. im Januar 2009 als nicht mit den Reformbeschlüssen des Zweiten Vatikanischen Konzils vereinbar. Dies löste auch Kontroversen innerhalb der römisch-katholischen Kirche aus, insbesondere im Hinblick auf die Holocaustleugnungen von Richard Williamson, der 2012 von der Bruderschaft ausgeschlossen wurde. Diese Petition enthielt laut Müller schwere Unterstellungen gegen den Papst.

### Neuordnung der Laienarbeit im Bistum
Im November 2005 führte Bischof Müller aus kirchenrechtlichen und pastoralen Gründen eine Neuordnung der Pfarrgemeinderäte und des diözesanen Laienapostolats durch. Gemäß den neuen Satzungen ist nun der Pfarrer Vorsitzender des Pfarrgemeinderates (PGR), der PGR ein Beratungsgremium. Statt des vorherigen Dekanatsrates gibt es verschiedene Formen der Zusammenarbeit auf Dekanatsebene, die von den jeweiligen Aufgaben her bestimmt werden sollen. Der bisherige Diözesanrat wird abgelöst durch einen Diözesanpastoralrat und ein Diözesankomitee. Die Mitglieder des Pastoralrats werden – anders als die gewählten Mitglieder des Diözesanrates – gemäß Kirchenrecht aus den verschiedenen kirchlichen Diensten und aus gewählten PGR-Mitgliedern durch den Diözesanbischof berufen. Er soll seelsorgliche Anliegen beraten und Vorschläge erarbeiten. Das Diözesankomitee besteht aus gewählten Vertretern der katholischen Verbände und Geistlichen Bewegungen. Jede Organisation entsendet ihren Vorsitzenden oder dessen Stellvertreter.
Zudem wollte Müller Kirchenmitarbeitern bei kircheninternen Streitigkeiten die Anrufung von weltlichen Gerichten verbieten.
Die Reaktionen auf die Reform waren unterschiedlich: Während sich die Kardinäle Karl Lehmann und Friedrich Wetter und andere Bischöfe zurückhaltend äußerten, warf das Zentralkomitee der deutschen Katholiken Müller eine „nicht hinnehmbare Rechtsverletzung“ vor. In Reaktion darauf stellte Müller gegenüber dem ZdK die bisher üblichen Zahlungen ein, nahm sie 2007 jedoch wieder auf. Im Dekret des höchsten römischen Gerichts vom 9. Februar 2007 wurde das Vorgehen des Regensburger Bischofs für rechtmäßig erklärt. Zudem wurde ihm seitens der Glaubenskongregation ausdrücklich gedankt, die „diözesanen Regelungen voll und ganz mit den Anforderungen der Ekklesiologie des II. Vatikanischen Konzils und den Bestimmungen des Codex Iuris Canonici von 1983 in Einklang zu bringen“.

### Einsatz gegen Rechtsradikalismus
Bischof Müller protestierte wiederholt gegen rechtsradikale Äußerungen und Aufmärsche und setzte sich mehrfach öffentlich für ein Verbot der NPD ein. Im Juni 2006 führte er dazu einen Protestzug durch Regensburg an und bekräftigte seine Meinung in der Silvesterpredigt 2007. Im Januar 2007 war er unter den Erstunterzeichnern einer bundesweiten NPD-Verbots-Kampagne von Holocaust-Überlebenden. Im Januar 2009 erteilte er dem Holocaustleugner Richard Williamson, damals Bischof der Piusbruderschaft, Hausverbot für alle Kirchen und Einrichtungen der Diözese. Im Oktober desselben Jahres rief Müller die Regensburger Stadtverwaltung erneut auf, einen Marsch von Neonazis zu verbieten: „Demonstrationen gegen die allgemein anerkannten Menschenrechte dürfen nach meiner Meinung nicht erlaubt werden“, so der Bischof.

### Einsetzung eines verurteilten Sexualstraftäters als Pfarrer
Im September 2007 kam es zu öffentlichen Vorwürfen gegen Bischof Müller, nachdem die Passauer Neue Presse Ende Juli aufgedeckt hatte, dass der 1999 wegen sexuellen Missbrauchs eines Ministranten in Viechtach verurteilte Priester Peter Kramer ohne Information der betroffenen Gemeinde im Herbst 2004 als Pfarradministrator eingesetzt worden und dort einschlägig rückfällig geworden war. Bischof Müller verwies demgegenüber bei einer Pressekonferenz am 21. September 2007 auf ein siebenseitiges sehr detailliertes Abschlussgutachten des behandelnden Therapeuten, das – von dem die Bewährungsaufsicht führenden Gericht eingeholt – keine pädophile Fixierung festgestellt habe; die Missbrauchstat sei darin auf ein einmaliges, regressives Verhalten zurückgeführt und Bedenken gegen einen Wiedereinsatz des Geistlichen in der Seelsorge seien verneint worden. Die gerichtliche Bewährungszeit sei abgelaufen gewesen. Die Leitlinien der Deutschen Bischofskonferenz zum Vorgehen bei sexuellem Missbrauch sahen vor: „Nach Verbüßung seiner Strafe werden dem Täter keine Aufgaben mehr übertragen, die ihn in Verbindung mit Kindern und Jugendlichen bringen.“ Müller bestritt die Anwendbarkeit dieser Regelung, da der Priester nach dem Gutachten ja nicht als pädophil gegolten habe.
Medienberichten, dass das Amtsgericht 2004 einem Einsatz des vorbestraften Priesters nur unter der Bedingung zugestimmt habe, dass er nicht mit Kindern und Jugendlichen zusammen komme, widersprach die Diözese. Wie der Justitiar der Diözese in einem Aktenvermerk festgehalten habe, habe die Richterin bei einem Telefongespräch am 20. Februar 2004 „aufgrund der Gutachtenlage und des Umstands, dass kein ‚Kontaktverbot‘ ausgesprochen wurde, keine Bedenken“ gegen den Einsatz des Verurteilten in der Seelsorge geäußert: „Beobachtung durch den Dekan und evtl. Kontakt mit dem Therapeuten sollten noch erfolgen.“ Am 11. Februar 2007 sei bei der Diözese ein Brief des Direktors des Amtsgerichts Viechtach eingegangen, der mitgeteilt habe, dass die Richterin damals telefonisch keine Bedenken gegen einen pastoralen Wiedereinsatz des Verurteilten gehabt habe, wenn dieser nicht mit Kindern und Jugendlichen zusammenkomme und unter Aufsicht sei.
Der Pfarradministrator wurde am 30. August 2007 in Untersuchungshaft genommen und am 13. März 2008 zu einer dreijährigen Freiheitsstrafe und Unterbringung in einer psychiatrischen Anstalt verurteilt.

### Rechtsstreit mit der Humanistischen Union
Am 11. März 2010 wurde Müller in der italienischen Tageszeitung La Stampa mit den Worten zitiert, Sabine Leutheusser-Schnarrenberger gehöre der Humanistischen Union an, diese sei eine Art Freimaurervereinigung, die Pädophilie normal finde und straffrei stellen wolle. Die Humanistische Union erwirkte am 13. April 2010 beim Landgericht Berlin eine einstweilige Verfügung, die Müller die weitere Verbreitung dieser Behauptungen untersagt.

### Kritik an Medienberichterstattungen

#### Kirchliche Missbrauchsfälle
Im Zusammenhang mit Berichten über Missbrauchsfälle in katholischen Einrichtungen warf Müller den Medien in einer Predigt am 20. März 2010 eine „Kampagne gegen die Kirche“ vor, die ihn an die Kirchenfeindlichkeit der NS-Zeit erinnere. Zugleich bat er die Gläubigen, der Kirche treu zu bleiben, „so wie auch damals die Katholiken und Katholikinnen treu gewesen sind“. Diese Äußerungen, die im gleichzeitig verbreiteten „Hirtenwort zur aktuellen Situation“ nicht enthalten sind, wurden heftig kritisiert, so z. B. vom Zentralrat der Juden in Deutschland, der ihm Geschichtsfälschung vorwarf, sowie Teilen der Politik, wobei u. a. auch Rücktrittsforderungen laut wurden. Auch kirchenintern wurde Kritik laut, z. B. von Kurienkardinal Walter Kasper, der ihn aufforderte, „nicht mit dem Finger auf andere [zu] zeigen, sondern […] unser eigenes Haus in Ordnung [zu] bringen“, oder Alois Glück, dem Vorsitzenden des Zentralkomitees der Deutschen Katholiken, der äußerte, Müllers Verhalten sei nicht hilfreich, sondern führe dazu, „dass der eine oder andere den Eindruck hat, dass es in der Kirche Kräfte gibt, die letztlich keine Aufklärung wollen“. Müller wies dies zurück und äußerte 2012, er wolle „seine Kritik an der Berichterstattung einzelner Medien keinesfalls als Zweifel oder gar als Relativierung der Opferberichte gewertet“ wissen. Müller wird vorgeworfen, die Aufklärung der Missbrauchsfälle bei den Regensburger Domspatzen fünf Jahre lang verhindert zu haben.
Der mit der Aufklärung der Fälle betraute Rechtsanwalt Ulrich Weber kritisiert Müller in seinem am 18. Juli 2017 veröffentlichten Abschlussbericht scharf; dieser habe eine „klare Verantwortung [für die] strategischen, organisatorischen und kommunikativen Schwächen“ des von ihm 2012 in die Wege geleiteten Aufarbeitungsprozesses. Der Missbrauchsbeauftragte der Bundesregierung, Johannes-Wilhelm Rörig, forderte eine Entschuldigung Müllers. Müller forderte daraufhin eine Entschuldigung von Rörig, weil dieser „Falschaussagen und falsche Informationen“ verbreite. Rörig wies Müllers Forderung zurück. Es tue ihm „für die Opfer der Gewalttaten bei den Regensburger Domspatzen außerordentlich leid, dass Kardinal Müller jetzt erneut die Chance verpasst, empathisch und mitfühlend zu reagieren.“ Er vermisse ein Signal der Wertschätzung und Anerkennung für die Betroffenen, denen es „maßgeblich zu verdanken ist, dass der Aufarbeitungsprozess nach jahrelangem Ringen jetzt eine positive Entwicklung nehmen konnte“. Der Kriminologe Christian Pfeiffer, der die Studie über sexuellen Missbrauch in der katholischen Kirche in Deutschland hatte leiten sollen, was aber Anfang 2013 von der Deutschen Bischofskonferenz aufgekündigt worden war, bezeichnete unter anderem Bischof Müller als treibende Kraft, die den Vertrag seinerzeit habe ändern wollen, „bis hin zu regelrechter Zensur“. Dass Bischof Müller als Vorsteher der Glaubenskongregation „auf internationaler Ebene Missbrauch bekämpfen“ habe sollen, sei ihm als „sehr zweifelhaft und auch ohne Aussicht auf Erfolg“ erschienen.
Anfang 2022 nahm Müller den emeritierten Papst Benedikt XVI. in Schutz, nachdem dieser in einem Gutachten zum sexuellen Missbrauch Minderjähriger im Erzbistum München und Freising schwer belastet worden war. Müller erklärte, er habe das Gutachten zwar nicht gelesen, aber für ihn sei klar, dass der damalige „Erzbischof Ratzinger nicht wissentlich etwas falsch gemacht“ habe. Die Kritik an Ratzinger komme daher, dass man in Deutschland und anderen Staaten „daran interessiert [sei], Joseph Ratzinger zu schaden“, weil dieser eine orthodoxe Position vertrete, viele in Deutschland kirchenpolitisch aber eine progressive Linie wollten. Es sei offensichtlich, dass wenn Fehler im Umgang mit den Missbrauchsfällen gemacht wurden, Ratzinger von ihnen nichts wusste. Unter anderem ging aus dem Gutachten hervor, dass Ratzinger 1980 gemäß Sitzungsprotokoll an einer Sitzung teilgenommen und sich dort auch zu Wort gemeldet hatte, bei der es um die Versetzung eines pädophilen Priesters ins Erzbistum München und Freising ging. Dieser hatte zuvor in Essen Kinder missbraucht und setzte dieses Verhalten auch nach seiner Versetzung in Ratzingers Bistum weiter fort. Ratzinger hatte zuvor die Teilnahme an dieser Sitzung bestritten.

#### Kritik an „Pogromstimmung“ gegen die katholische Kirche
Im Januar 2013 kritisierte Müller in seiner Eigenschaft als Präfekt der Kongregation für die Glaubenslehre eine aus seiner Sicht aufkommende Pogromstimmung gegen die katholische Kirche. In verschiedenen Medien in Europa und Nordamerika würden „Attacken gegen die katholische Kirche geritten, deren Rüstzeug zurückgeht auf den Kampf der totalitären Ideologien gegen das Christentum“. Aus diesen erwachse eine „künstlich erzeugte Wut, die gelegentlich schon heute an eine Pogromstimmung erinnert“. Kritik an der katholischen Kirche wies er zurück.
Bundesjustizministerin Leutheusser-Schnarrenberger kritisierte Müllers Begriffswahl „Pogromstimmung“ und warf ihm einen ihrer Ansicht nach „geschmacklosen Vergleich mit dem Holocaust“ sowie „fehlendes historisches Gespür“ vor. Solche Vergleiche seien geschmacklos, wenn es um unterschiedliche gesellschaftliche Auffassungen zur Rolle der Ehe, der Familie und eingetragener Lebenspartnerschaften gehe. In ihrer Reaktion forderte sie die Geistlichen auf, sich endlich „drängenden Problemen“ zu stellen. Die Bundesvorsitzende der Partei Bündnis 90/Die Grünen Claudia Roth und der Humanistische Verband Deutschlands (HVD) kritisierten Müllers Vergleich ebenfalls als historisch unzutreffend. Roth sagte, es sei „absolut inakzeptabel und gefährlich geschichtsvergessen von einer Pogromstimmung gegenüber der katholischen Kirche zu sprechen“, während der HVD den Vergleich als „empörende Tatsachenverdrehung“ bezeichnete, die nicht nur die Opfer der Vergangenheit, sondern auch die noch lebenden Opfer der Missstände und Verfehlungen in der Kirche entwürdige.
Der internationale Direktor des amerikanisch-jüdischen Komitees für interreligiöse Angelegenheiten, Rabbiner David Rosen, nahm Bischof Müller gegen den Vorwurf Leutheusser-Schnarrenbergers in Schutz. Es sei jedem vernünftigen Menschen, der die Worte Erzbischof Müllers nachlese, klar, dass ein Vergleich mit der Shoa keineswegs in dessen Absicht war. Josef Schuster, der Vize-Präsident des Zentralrats der Juden in Deutschland, legte Müller dagegen nahe, den Vergleich möglichst schnell zurückzunehmen. Wenn Müller Kritik an der Kirche, die durchaus auch überzogen sein könne, mit einer Pogromstimmung vergleiche, dann habe er offensichtlich nicht verinnerlicht, was ein Pogrom bedeute. Deshalb sei ein solcher Vergleich „bei allen ehrbaren Motiven in der neuen Funktion des Erzbischofs nicht zu akzeptieren“. Alois Glück, Präsident des Zentralkomitees der deutschen Katholiken, nannte Müllers Äußerungen „nicht hilfreich“. Er räumte ein, dass es zwar „aggressivere Töne gegenüber der Kirche und dem Religiösen“ gebe, dies sei jedoch „Gott sei Dank nicht das generelle Klima“.

#### Debatte über Franz-Peter Tebartz-van Elst
Auch im Fall Franz-Peter Tebartz-van Elst (2008 bis März 2014 Bischof von Limburg), der wegen hoher Kosten seiner Bischofsresidenz und aus anderen Gründen in der Kritik stand, sprach Müller im Herbst 2013 von einer Medienkampagne und erklärte, Tebartz-van Elst bleibe im Amt. Im Oktober 2013 behauptete Müller, die Vorwürfe seien „Erfindungen von Journalisten“. Nicht der Bischof habe Schuld an den hohen Kosten bzw. Kostensteigerungen der Bischofsresidenz, sondern seine Mitarbeiter. Ein im März 2014 veröffentlichter Bericht einer von der Deutschen Bischofskonferenz (DBK) eingesetzten Kommission fand für letzteres keine Indizien.

### Rechtsstreit mit Michael Schmidt-Salomon
Ende Mai 2008 kritisierte Müller in einer Predigt in Tirschenreuth neben Richard Dawkins den Schriftsteller Michael Schmidt-Salomon als Vertreter eines „aggressiven Atheismus“. In seinem Kinderbuch Wo bitte geht’s zu Gott? fragte das kleine Ferkel „würden alle, die an Gott glauben, unter dem geistigen Niveau eines Schweins angesiedelt“. Folgerichtig werde dem christlichen Gottesglauben jegliche ethische und humanistische Auswirkung abgesprochen. „Der Mensch sei doch verfügbar für den anderen Menschen. Warum sollten Kindstötung, Abtreibung und therapeutisches Klonen verboten sein? Am Beispiel von Berggorillas, die einen Teil ihrer Jungen umbringen, wird die Frage gestellt: Warum sollten das die Menschen nicht auch tun? Was ist daran verwerflich, wenn es der Naturtrieb eingibt?“ In der Wiedergabe der Predigt auf der Website des Bistums wurde die Passage „Am Beispiel von Berggorillas …“ auf Beanstandung Schmidt-Salomons durch eine andere ersetzt, die ihn zutreffend wörtlich zitierte: „So ‚natürlich‘ Infantizid also ist, kein vernünftiger Mensch käme auf den Gedanken, ihn deshalb ethisch legitimieren zu wollen. […] Das Naturrechtsprinzip hilft uns nicht weiter, wenn wir auf der Suche nach vernünftigen ethischen Regeln sind“. Der Bayerische Verwaltungsgerichtshof bescheinigte Müller und dem Bistum insofern mit Urteil vom 24. Februar 2011, sie hätten „ihre Pflicht zur Sorgfalt, Sachlichkeit und Wahrhaftigkeit nicht erfüllt“ und Schmidt-Salomon durch die Verwendung und Verbreitung „einer von diesem nicht getätigten Aussage […] in seinem Persönlichkeitsrecht verletzt“. Das Bistum habe Schmidt-Salomon deshalb die ihm in diesem Zusammenhang entstandenen Anwaltskosten zu erstatten. Eine Revision wurde nicht zugelassen. Die Beschwerde, die das Bistum dagegen beim Bundesverwaltungsgericht einlegte, wurde durch Beschluss vom 8. August 2011 zurückgewiesen. Die Sache habe keine grundsätzliche Bedeutung. Soweit das Bistum geklärt wissen wolle, ob ein Prediger unrichtige Tatsachenbehauptungen ungeachtet des allgemeinen Persönlichkeitsrechts der hiervon betroffenen Person aufstellen darf, sei diese Frage im Einklang mit der Vorinstanz auf der Grundlage der höchstrichterlichen Rechtsprechung zu verneinen. Die Annahme, die religiöse Äußerungsfreiheit, insbesondere im Rahmen einer Predigt, genieße absoluten Vorrang vor den Belangen des Persönlichkeits- und Ehrenschutzes, sei verfehlt.

### Haltung zudonum vitae
Bischof Müller äußerte sich wiederholt ablehnend zur Schwangerschaftskonfliktberatung durch donum vitae, die durch die Erteilung von Beratungsbescheinigungen zur straffreien Abtreibung beitrage, und forderte im Gegenzug höhere staatliche Zuschüsse für die kirchlichen Beratungsstellen, die eine derartige Bescheinigung nicht ausstellen. Seine Haltung verdeutlichte Müller 2011, indem er dem ehemaligen Vorsitzenden des Zentralkomitees der deutschen Katholiken Hans Maier nicht gestattete, seine (Maiers) Autobiographie anlässlich seines achtzigsten Geburtstags in kirchlichen Räumen vorzustellen. Maier hatte Papst Benedikt XVI. darin eine „Pilatushaltung“ zur Schwangerenberatung vorgeworfen.

### GlaubensmanifestEuer Herz lasse sich nicht verwirren!(Joh 14,1)
Am 10. Februar 2019 veröffentlichte Kardinal Müller ein weitgehend auf Artikeln des Katechismus der katholischen Kirche beruhendes Glaubensmanifest. Ziel der Veröffentlichung war es laut Müller, „angesichts sich ausbreitender Verwirrung in der Lehre des Glaubens“ eine kurze Zusammenstellung der Wahrheiten des katholischen Glaubens zu bieten. Das knapp gehaltene Schreiben enthält eine Darlegung des katholischen Glaubens zu den Themen der göttlichen Einheit und Dreifaltigkeit und der Offenbarung Gottes in Jesus Christus, Kirche, Sakramentale Ordnung, Sittliches Gesetz und Ewiges Leben sowie den Aufruf, „den Weg Jesu Christi mit Entschiedenheit zu gehen, um durch die Befolgung Seiner Gebote das ewige Leben zu erlangen“. Der Art und Weise, wie Kardinal Müller in diesem Manifest die Heilige Schrift zur Untermauerung seiner Aussagen heranzieht, wurde von dem Münchener Neutestamentler Gerd Häfner in seinem Beitrag „Wie bei Kardinal Müller die Bibel unter die Räder kommt“ ausdrücklich widersprochen. Der ehemalige Kurienkardinal Walter Kasper kritisiert Müllers Ausführungen als ein „Glaubensmanifest, das Verwirrung stiftet“ und Halbwahrheiten verbreite.

### Vergleich des Synodalen Wegs mit dem Ermächtigungsgesetz
In einer Reaktion auf die erste Synodalversammlung des Synodalen Wegs der römisch-katholischen Kirche Ende Januar 2020 ging Müller so weit, das Verfahren bei der konstituierenden Versammlung drastisch mit dem Ermächtigungsgesetz des Deutschen Reichstags von 1933 zu vergleichen, mit dem der gewählte Reichstag der Regierung von Adolf Hitler und NSDAP die pauschale Befugnis erteilt hatte, ohne Zustimmung von Reichstag und Reichsrat sowie ohne Gegenzeichnung des Reichspräsidenten Gesetze zu erlassen. Zahlreiche Persönlichkeiten aus der katholischen Kirche in Deutschland reagierten mit scharfer Kritik und äußerten, sie seien fassungslos, so der Essener Generalvikar Klaus Pfeffer. Der geistliche Begleiter des Synodalen Wegs, Bernd Hagenkord SJ, nannte Müllers Vergleich „vergiftend“ und „zerstörerisch“. Wer sich so äußere, „hat entweder keine Ahnung von Geschichte oder handelt mutwillig jegliche Debatte vergiftend“. Bei Nazi-Vergleichen von Christen gegen Christen höre es auf: „Das ist nicht konservativ, bewahrend. Das ist zerstörerisch, und das ist das genaue Gegenteil von bewahren.“ Müllers Aussagen seien geschichtsvergessen und menschenverachtend.

### Gegner von Papst Franziskus
Kardinal Müller wird als „erzkonservativer Kritiker von Papst Franziskus“ zu dessen bekanntesten Gegnern gerechnet, als deren militantester der ehemalige US-Nuntius und Erzbischof Carlo Maria Viganò gilt. Wie Viganò oder der Kurienkardinal Robert Sarah gehöre Müller „zu den Wortführern eines sich fundamentalisierenden Teils der katholischen Kirche“; sie hätten „Macht und Einfluss“ sowie „politische Unterstützung“ von Donald Trump (den Müller Januar 2025 im Corriere della Sera im Vergleich mit Joe Biden lobte und den er ebenso wie JD Vance bereits persönlich traf) bis Viktor Orbán. Dem reaktionären papstfeindlichen Portal LifeSiteNews stellt Müller regelmäßig exklusive Inhalte zur Verfügung und erteilt ihm die Erlaubnis für Zweitveröffentlichungen.
Drei Tage nach Franziskus’ Tod gab Müller Ende April 2025 der italienischen Zeitung La Repubblica ein Interview, in dem er sagte, ein „Kapitel der Kirchengeschichte“ sei „abgeschlossen“. Das Engagement des Papstes für Migranten, die Armen und die Überwindung der Spaltung finde „einhellige Anerkennung“, aber Franziskus sei „manchmal etwas zweideutig“ gewesen. Dagegen habe unter Benedikt XVI. „perfekte theologische Klarheit“ geherrscht. Jeder habe „seine eigenen Charismen und Fähigkeiten“ und „Papst Franziskus hatte sie eher im sozialen Bereich“. Bei der Frage nach einem Nachfolger sagte Müller, der künftige Papst sei „nicht der Nachfolger seines Vorgängers, sondern der Nachfolger Petri“. Alle müssten sich daran erinnern, dass die katholische Kirche „der mystische Leib Christi […] und nicht eine internationale humanitäre und soziale Organisation“ sei. Diese Aussagen wurden von dem Journalisten und Vatikan-Experten Andreas Englisch kritisiert.

### Öffentliche Unterstützung von Verschwörungsmythen zur Corona-Krise
Gerhard Ludwig Müller gehört mit anderen Gegnern von Papst Franziskus zu den Unterzeichnern eines Aufrufs von Carlo Maria Viganò vom 8. Mai 2020 mit der lateinischen Überschrift „Veritas liberabit vos!“ (Die Wahrheit wird euch befreien, nach Joh 8,32 ), das auf dem Internetportal katholisch.de der Deutschen Bischofskonferenz als „Konglomerat an Verschwörungsmythen und Pseudowissenschaft“ bezeichnet wird. In dem Aufruf wird beklagt, dass unter dem Vorwand der COVID-19-Pandemie Rechte und Grundfreiheiten vieler Bürger „unverhältnismäßig und ungerechtfertigt eingeschränkt“ würden; die öffentliche Gesundheit dürfe kein Alibi werden, „um die Zivilbehörden von ihrer Pflicht zu befreien, klug für das Gemeinwohl zu handeln“. In dem Text wird auf angeblich wachsenden Zweifel an der tatsächlichen Ansteckungsgefahr des Coronavirus verwiesen und die Berichterstattung über die Pandemie als „Alarmismus“ bezeichnet. Die ergriffenen Eindämmungsmaßnahmen begünstigten die Einmischung „fremder Mächte“ mit schwerwiegenden sozialen und politischen Folgen, so der von Gerhard Ludwig Müller mit unterzeichnete Text. Es gebe Kräfte, „die daran interessiert sind, in der Bevölkerung Panik zu erzeugen“ und eine „Isolation der Individuen“ zu fördern, „um sie besser manipulieren und kontrollieren zu können“. Dies sei „der beunruhigende Auftakt zur Schaffung einer Weltregierung, die sich jeder Kontrolle entzieht“. Das Schreiben ruft dazu auf, nicht zuzulassen, „dass Jahrhunderte der christlichen Zivilisation unter dem Vorwand eines Virus ausgelöscht werden, um eine verabscheuungswürdige technokratische Tyrannei aufzurichten, in der Menschen, deren Namen und Gesichter man nicht kennt, über das Schicksal der Welt entscheiden können“. Zudem wird gewarnt, dass „zweifelhafte Wirtschaftsinteressen die Entscheidungen der Regierungen und internationalen Behörden beeinflussen“ würden. Diese Behauptung zielt auf die Pharmaindustrie, der unterstellt wird, sich mittels COVID-19 „höhere Gewinne“ zu sichern und daher „Arzneimittel, die sich als wirksam erwiesen“ hätten und „kostengünstig“ seien, zu „ächten“. Auch von einer „drohenden Impfpflicht“ ist in dem Papier die Rede.
Der Essener Generalvikar Klaus Pfeffer erklärte umgehend, dass jeder, der diesen Aufruf unterzeichnet habe, sich selber entblöße; er sei fassungslos, welche „kruden Verschwörungstheorien ohne Fakten und Belege, verbunden mit einer rechtspopulistischen Kampf-Rhetorik, die beängstigend klingt“, im Namen von Kirche und Christentum verbreitet und von Müller unterstützt würden. Auch verschiedene Medien bezeichneten die geäußerten Thesen als Verschwörungstheorien. Der Aufruf spare „nicht an raunendem Alarmismus und Versatzstücken von Verschwörungsmythen und strukturellem Antisemitismus“, da er „die freien Völker unter der Knute von ominösen und ungenannten wirtschaftlichen und politischen Interessen“ sehe.
Der Vorsitzende der Deutschen Bischofskonferenz, Bischof Georg Bätzing, erklärte am 9. Mai 2020, dass die Deutsche Bischofskonferenz grundsätzlich keine Aufrufe einzelner Bischöfe außerhalb Deutschlands kommentiere, und betonte, dass die Bewertung der Pandemie durch die Bischofskonferenz sich grundlegend von dem Aufruf vom 8. Mai unterscheide. Die deutschen Bischöfe hätten zur Corona-Pandemie erklärt, dass die Einschränkungen, auch bei den Gottesdiensten, „vernünftig und verantwortungsvoll“ seien. Zugleich hätten sie geglaubt, dass die Einschränkungen mit Verantwortung und Augenmaß auch wieder zu lockern seien.
Der Regensburger Ortsbischof Rudolf Voderholzer machte sich ausdrücklich die Haltung der Bischofskonferenz zu eigen und distanzierte sich damit von der Haltung seines Doktorvaters und Amtsvorgängers Müller. Ruhrbischof Franz-Josef Overbeck schrieb auf Facebook, „dass die Kirche zur Bewältigung der Corona-Krise einen klaren Beitrag leisten könne, indem sie Solidarität als deutliches Zeichen der Entschlossenheit nutzt, um sich für das Gemeinwohl und soziale Gerechtigkeit einzusetzen“. Dies widerspreche der Positionierung „jener Populisten und anderer Verschwörungstheoretiker, die alle Anstrengungen zur Eindämmung der Pandemie als Vorwand verstehen wollen, eine hasserfüllte technokratische Tyrannei zu begründen und die christliche Zivilisation auszulöschen“. Dem müsse vonseiten der Kirche deutlich entgegengetreten werden, „ganz gleich, wer solches formuliert“. Auch der Erzbischof von Hamburg, Stefan Heße, und die Bewegung Wir sind Kirche kritisierten das Papier. Gebhard Fürst, Bischof von Rottenburg-Stuttgart, erklärte: „Wer die Bemühungen der Politik, Menschenleben vor dem Coronavirus zu schützen, in eine dubiose Weltverschwörung umdeutet, spielt mit dem Feuer.“ Der Magdeburger Bischof Gerhard Feige wandte sich gegen eine Verunglimpfung der Vorsichtsmaßnahmen, „verbreitet durch Verschwörungstheoretiker, Wutbürger und einzelne Kommentatoren sowie Politiker“. Selbst manche „extreme Kirchenvertreter“ gebärdeten sich plötzlich als „Pseudo-Wissenschaftler, Impfgegner und Esoteriker“.
Die evangelische Bayreuther Regionalbischöfin Dorothea Greiner kritisierte Viganòs Papier in einem Gottesdienst am 10. Mai 2020 ebenfalls scharf. Eine Kirche, die auf Durchsetzung ihrer Freiheit poche, aber den Schutz von Schwachen nicht im Blick habe, sei keine Kirche Jesu Christi. Bei den Verfassern des Schreibens handele es sich um „fehlgeleitete und fehlleitende Menschen“. „Da sprechen Menschen, denen es primär um die Macht und Freiheit der Kirche geht und die dabei weit von der Macht der Liebe Jesu entfernt sind“.
Der Präsident des Zentralkomitees der deutschen Katholiken, Thomas Sternberg, stellte in Hinblick auf Müller die Frage: „Was in aller Welt bringt einen Menschen, der doch mal ein durchaus angesehener Professor in München war und ein wichtiger Bischof für Regensburg, ein bedeutender Kirchenmann, dazu, auf seine alten Tage seinen gesamten Ruf zu ruinieren, indem er so etwas unterschreibt?“ In die Reihe der Kritiker reihte sich am 12. Mai 2020 auch der ernannte Augsburger Bischof Bertram Meier ein: „Hier von einer Weltverschwörung zu reden, empfinde ich geradezu als zynisch.“ Er denke vor allem auch an die vielen Menschen, die in Altenheimen in seiner Region nach einer Covid-19-Infektion gestorben sind. Und: „Jeder muss in einer freiheitlichen Gesellschaft seine Meinung frei äußern dürfen, aber in unserem Bistum haben wir einen Priester an Corona verloren.“ Die Interfranziskanische Arbeitsgemeinschaft der franziskanischen Orden zeigte sich bestürzt, dass kirchliche Würdenträger Verschwörungstheorien verbreiteten; die Polarisierung in der Gesellschaft nehme zu und Verschwörungstheorien breiteten sich mit „unerträglicher Rhetorik“ dramatisch aus. Dass davon infizierte Vertreter der katholischen Kirche „sich diesem Un-Sinn anschlössen, sei nicht hinnehmbar und beschädige den christlichen Heilsauftrag“.
Der Kommunikationschef der Erzdiözese Wien und Sprecher des Wiener Erzbischofs und damaligen Vorsitzenden der Österreichischen Bischofskonferenz Kardinal Christoph Schönborn, Michael Prüller, bezeichnete in der Kirchenzeitung Der Sonntag wesentliche Teile des Aufrufs als „unchristliche Panikmache“. Opposition sei „erlaubt und wichtig“, es sei jedoch „unredlich, eine Verschwörung zu behaupten, ohne die Fakten zu nennen, die man anspricht, und ohne die ‚Kräfte‘ zu definieren, die uns versklaven wollen“. „Ohne einen einzigen Beleg“ werde den „Politikern, Wissenschaftlern, Medienleuten und Bischöfen unterstellt, dass sie nicht verantwortungsbewusst handeln, sondern entweder ahnungslose Handlanger oder vielleicht sogar selber Weltverschwörer sind“. Der in Wien lehrende Theologe Gunter Prüller-Jagenteufel attestierte dem Schreiben eine „zerstörerische Kampfrhetorik“. Er kritisierte auch den Einleitungssatz, wo mit der Formulierung „In einer Zeit schwerster Krise erachten wir Hirten der katholischen Kirche, aufgrund unseres Auftrags, es als unsere heilige Pflicht …“ offenbar der Eindruck eines offiziellen Kirchendokuments erweckt werden solle. Prüller-Jagenteufel sah darin eine „Hybris“ der bischöflichen Unterzeichner, von denen die meisten emeritiert sind, und stellte fest: „Die Hirten der Kirche sind die Ortsbischöfe, die Bischofskonferenzen, der Papst.“ Heinz Niederleitner verwies in der KirchenZeitung Diözese Linz darauf, dass Müller „einst als Präfekt der Glaubenskongregation dafür zuständig [gewesen sei], mit der Vernunft nicht vereinbares Sektierertum von der Kirche fernzuhalten“. Jetzt unterschreibe er „einen Text mit einem Lehrbuch-Beispiel für eine Verschwörungstheorie: ungenannte dunkle Mächte, die an der Weltherrschaft arbeiten. Welch ein Abstieg für Müller und welch ein Auftrag für die Kirche, verstärkt Vernunft zu predigen“.
Müller selbst verteidigte in der Wochenzeitung Die Tagespost seine Unterschrift unter das Schreiben und sagte, interessierte kirchliche Kreise hätten das Papier benutzt, „um daraus Empörungskapital gegen ihre vermeintlichen Gegner zu schlagen“. „Jeder nennt jetzt jeden Andersdenkenden Verschwörungstheoretiker“, so Müller. Sein Augenmerk habe auf der „zum Teil unzulänglichen kirchlichen Reaktion“ gelegen. Er sehe sich zu Unrecht ins Zentrum der Kritik gerückt, denn er sei „als Kardinal irgendwie als der Hauptprominente dieses Texts angesehen“ worden. Er habe sich aber lediglich auf telefonische Anfrage hin mit diesem im Allgemeinen einverstanden erklärt, um zum sorgfältigen Umgang mit den publizistischen und politischen Nebenwirkungen der Pandemie in einigen nicht-demokratischen Ländern beizutragen. Er sei der Meinung, das von Kardinälen, Bischöfen und katholischen Laien unterzeichnete Papier werde „bewusst missverstanden“. Für manche sei der Aufruf „das gefundene Fressen, um mit absurden Anwürfen und Unterstellungen Empörungsbedürfnisse abzureagieren und sich wechselseitig zu bestätigen“. In einem Interview in der Wochenzeitung Die Zeit, das am 14. Mai 2020 veröffentlicht wurde, sagte er, keine einzige Zeile des Briefes stamme von ihm. Er habe unterschrieben, um Erzbischof Viganò auf seine Bitte um Unterschrift keine schroffe Absage zu geben, da man Viganò „böse mitgespielt“ habe und dieser sehr isoliert sei. Den Inhalt des Papiers verstehe er als Appell zum Nachdenken. Die Unterschrift aufgrund der Kritik an dem Papier zurückzuziehen, wäre für ihn „die feige Variante“. Er rückte aber auch nicht von den im Text zum Ausdruck gebrachten Verschwörungstheorien ab. So behauptete Müller – ohne Quellen zu nennen –, dass „die Drohung öffentlich gefallen“ sei, „sieben Milliarden Menschen zu zwangsimpfen, auch wenn noch keine ausreichende Erprobung der Medikamente erreicht ist, und ihnen widrigenfalls Grundrechte zu entziehen“. Die Kritiker des Briefs blendeten, so Müller, „völlig aus, dass es illiberale Maßnahmen, wie sie im Brief angesprochen sind, tatsächlich gibt“. Er nannte als Beispiel „Social Scoring in China“. Außerdem fragte er: „Wenn alles so einfach zu widerlegen ist, warum wischen unsere klugen Anti-Verschwörungstheoretiker nicht mit drei geistreichen Sätzen das Papier vom Tisch oder versenken es in der Schublade?“
Im katholischen Sender EWTN sagte Müller zudem, man müsse „Position beziehen gegen die Instrumentalisierung dieses Virus und dieser globalen Krise durch einige Diktaturen oder durch ideologische Gruppen, die nun die Gelegenheit nutzen, die Kirche zu unterdrücken und das sakramentale Leben der Kirche zu unterbinden“.
Nach Ansicht des Beauftragten für Sekten- und Weltanschauungsfragen der Evangelisch-Lutherischen Kirche in Bayern, Matthias Pöhlmann, ist die Unterschrift Müllers unter dem Aufruf vom 8. Mai 2020 in der „rechtsesoterischen Szene begeistert aufgenommen“ worden, und man habe dort den Kardinal als Gewährsmann für die eigenen Vorstellungen gefeiert.
Im Dezember 2021 äußerte Müller in einem Gespräch mit dem katholisch-konservativen St. Bonifatius Institut aus Österreich, dass „Leute, die auf dem Thron ihres Reichtums sitzen“, jetzt in den Maßnahmen gegen die Corona-Pandemie eine Chance sähen, „um ihre Agenda durchzusetzen“. Es sei nun ein bestimmtes Chaos vorhanden, „auch geboren aus dem Willen, die Gelegenheit zu nutzen, die Menschen jetzt gleichzuschalten, einer totalen Kontrolle zu unterziehen, einen Überwachungsstaat zu etablieren“. Er, so Müller, wolle „eigentlich nicht erschaffen und erlöst werden nach dem Bild und Gleichnis […] von Klaus Schwab, Bill Gates und George Soros“. Experten ordnen diese Aussagen als „größtenteils verschwörungsideologisch“ ein und verwiesen zudem darauf, dass die Erwähnung von George Soros, einem Juden, als „antisemitische Chiffre gewertet werden“ könne. Die Nutzung des Begriffes der „Gleichschaltung“ sei überdies ein den Nationalsozialismus verharmlosender NS-Vergleich. Auch Politiker verurteilten Müllers Aussagen. Der Präsident des Zentralrats der Juden in Deutschland Josef Schuster warf Müller vor, er bediene mit seinen Äußerungen „klar antisemitische Chiffren“, was „angesichts der derzeit aufgeheizten Stimmung verantwortungslos und nicht akzeptabel“ sei. Die Deutsche Bischofskonferenz distanzierte sich von den Äußerungen Müllers und wies darauf hin, dass er dabei als Privatperson und nicht als Kirchenvertreter gesprochen habe. Müller selbst schrieb in einer E-Mail an die Deutsche Presse-Agentur, dass er die Logik zurückweise, dass, „wenn jemand die Finanzelite kritisiert, er automatisch auf der falschen Seite ist“, und sprach erneut von einer „nicht legitimierten Einflussnahme der superreichen Eliten in verschiedenen Ländern“. Auf dem rechtskatholischen Portal kath.net schrieb Müller Ende 2021 hinsichtlich der Kritik an seinen Äußerungen von „einem billigen Propagandatrick von angeblichen Verschwörungstheorien“ und betonte, er habe vor einer „globalistischen ‚Neuen Weltordnung ohne Gott‘ […] mit vielen anderen kompetenten Autoren schon lange vor der Coronakrise gewarnt“. Nur jetzt hätten die „Agenten dieses Unternehmens selbst die Pandemie als eine Chance (!) für die schnellere Durchsetzung des ‚Großen Neustarts‘ (Great Reset) der ganzen Menschheit laut und vernehmlich begrüßt“. Am Rande eines „theologischen Kolloquiums“ auf Schloss Thurn und Taxis in Regensburg sprach Müller im Hinblick auf den Vorwurf, er verwende antisemitische Chiffren, von Leuten, „die nicht mal wissen, wie man eine hebräische Bibel überhaupt aufschlägt, geschweige denn, dass sie einen Satz lesen können, die werfen dann einem altgedienten Theologieprofessor Antisemitismus vor und wissen eigentlich vom Alten Testament gar nichts“.

### Nazi-Vergleiche
Müller kritisierte im August 2021 in einem Interview der polnischen Zeitschrift Do Rzeczy einen Strafbefehl, den das Amtsgericht Köln wegen Volksverhetzung gegen den polnischen Priester Dariusz Oko verhängt hatte, nachdem dieser in einem Artikel in der katholischen Zweimonatsschrift Theologisches homophob verunglimpfende Ausdrücke gegenüber Homosexuellen verwendet hatte. Müller zog dabei eine Parallele zwischen der Entscheidung des Kölner Amtsgerichts und einem „gewissen Anwalt“, der als Generalgouverneur Polens die gesamte Krakauer Professorenschaft in das Konzentrationslager geschickt habe. Generalgouverneur Polens war der Chefjurist des Nationalsozialismus Hans Frank, der im Nürnberger Prozess gegen die Hauptkriegsverbrecher zum Tode verurteilt und hingerichtet wurde.
Am 16. April 2024 nahm Müller neben dem Brexit-Befürworter Nigel Farage, dem ehemaligen französischen Präsidentschaftskandidaten Éric Zemmour, Gloria von Thurn und Taxis, dem ungarischen Premierminister Viktor Orbán und dem ehemaligen deutschen Verfassungsschutz-Chef Hans-Georg Maaßen an einer Konferenz des „Nationalen Konservatismus“ (NatCon) in Brüssel teil. Der zuständige Stadtteilbürgermeister ließ die Versammlung von der Polizei zunächst auflösen, um „die öffentliche Sicherheit zu gewährleisten“, da einige Teilnehmer der Konferenz rassistische und homophobe Ansichten vertreten würden. Diese Entscheidung wurde später gerichtlich aufgehoben. Müller kritisierte das Vorgehen der Polizei scharf und sagte, das sei „wie Nazi-Deutschland“.

### Russischer Überfall auf die Ukraine
Ende Juli 2022 sagte Müller in einem Interview mit der Deutschen Presse-Agentur, Russlands Präsident Wladimir Putin habe durch von ihm verantwortete Kriegsverbrechen in der Ukraine besondere Schuld auf sich geladen. Leider gebe es „auch bei uns immer noch Menschen, die ihn verteidigen“. Putin habe „einen Machtspieltrieb mit der Gefühlswelt eines Triebtäters“ und genieße es, „die ganze Welt in Atem zu halten, seine Armeen in Gang zu setzen, den Gashahn auf- und zuzudrehen“. Weiter äußerte Müller: „Hitler und Stalin hatten kein Gewissen, aber Putin bekreuzigt sich in der Christus-Erlöser-Kirche.“ Möglicherweise sei jedoch Putins zur Schau getragener Glaube nur eine Fassade, die er aus machtpolitischen Gründen aufrechterhalte.

### Kritik an der Unterstützung der Proteste gegen Rechtsextremismus durch die Deutsche Bischofskonferenz und an deren Warnung vor der AfD
Nach der Unterstützung der im ersten Quartal 2024 vielerorts stattfindenden öffentlichen Proteste gegen Rechtsextremismus kritisierte Müller die deutschen Bischöfe in der Tagespost mit den Worten: „Ja, der Opportunismus ist nicht zu übersehen.“ Es wundere ihn, dass man „da nicht etwas differenziert“ habe; aber man sei „wohl irgendwie der Meinung“ gewesen, „die ganze Zeit immer nur geschlagen worden zu sein und jetzt endlich einmal auf der richtigen Seite zu stehen und sich von einem sanften Rückenwind umsäuseln zu lassen“. Zur Erklärung der deutschen Bischöfe, das völkisch-nationalistische Weltbild der AfD sei nicht mit dem christlichen Menschenbild vereinbar, merkte Müller an, als Kirche müsse man „vorsichtig sein“, sich „nicht sozusagen mit lehramtlicher und moralischer Autorität unmittelbar in den Kampf der Parteien einzumischen“ und nicht „als Wahlhelfer der ‚Ampel‘ auf[zu]treten“, sondern „gegenüber der weltlichen Macht eine prophetische Distanz [zu] bewahren“. Es sei davon auszugehen, dass die deutschen Bürger mündig seien; man könne „für die Wahlentscheidung geistige und moralische Kriterien formulieren, auch von unserem christlichen Menschenbild aus“, etwa „bei der Abtreibung, die ja ein blutiger Krieg“ sei „gegen unschuldige Menschen, die im geschützten Raum ihres Leibes der Liebe ihrer Mütter von Gott anvertraut“ seien. Daraufhin wies der Sprecher der Deutschen Bischofskonferenz Matthias Kopp Müllers Kritik zurück. Vielmehr nehme man gesellschaftliche Verantwortung wahr, dabei mache man sich jedoch in keiner Weise zum Wahlhelfer der aktuellen Regierung, eine solche Wahrnehmung sei absurd.

## Ehrungen und Auszeichnungen
- 2003: Großkreuz des Konstantinischen Georgsordens für Militärverdienst
- 2004: Ehrendoktorwürde der Katholischen Universität Lublin
- 2007: Ehrendoktorwürde der Kardinal-Stefan-Wyszyński-Universität Warschau
- 2008: Ehrendoktorwürde der Päpstlichen Universität von Peru in Lima
- 2008: Großoffizier des Ritterordens vom Heiligen Grab zu Jerusalem
- 2009: Verdienstkreuz I. Klasse des Verdienstordens der Bundesrepublik Deutschland
- 2011: Ehrenbürgerwürde des Armenviertels Lomas de Carabayllo am Nordostrand der peruanischen Hauptstadt Lima[146]
- 2012: Aufnahme in die Bruderschaft zu S. Maria dell’ Anima („Animabruderschaft“)
- 2012: Ehrenpräses bei der Marianischen Männer-Congregation Regensburg[147]
- 2016: Ehren- und Devotions-Großkreuz-Bailli des Malteserordens[148]
- 2016: Ehrenmitglied der katholischen Studentenverbindung KDStV Trifels München im CV[149]
- 2023: Verleihung des Preises Złoty Feniks („Goldener Phönix“) des katholischen polnischen Verlegerverbandes[150]

## Veröffentlichungen
- Bonhoeffers Theologie der Sakramente (Frankfurter Theologische Studien 28). Verlag Josef Knecht, Frankfurt am Main 1979, ISBN 3-7820-0439-6.
- John Henry Newman begegnen (Zeugen des Glaubens). St. Ulrich Verlag, Augsburg 2000, ISBN 3-929246-54-6.
- Gustavo Gutiérrez, Gerhard Ludwig Müller: An der Seite der Armen: Theologie der Befreiung. Sankt-Ulrich-Verlag, Augsburg 2004, ISBN 3-936484-40-6.
- Vom Vater gesandt. Impulse einer inkarnatorischen Christologie für Gottesfrage und Menschenbild. Pustet, Regensburg 2005, ISBN 978-3-7917-1957-3.
- Die Messe: Quelle christlichen Lebens. Sankt-Ulrich-Verlag, Augsburg 2002, ISBN 3-929246-90-2.
- Gott und seine Geschichte. Ein Gespräch über die Bibel mit Johannes Marten und Philipp v. Studnitz. Herder, Freiburg im Breisgau 2005, ISBN 3-451-28827-3.
- Jesus ist der Herr – Predigten und Ansprachen. Schnell & Steiner, Regensburg 2007, ISBN 978-3-7954-2063-5.
- (Hrsg.) Der Glaube ist einfach. Aspekte der Theologie Papst Benedikts XVI. Pustet, Regensburg 2007, ISBN 978-3-7917-2097-5.
- Katholische Dogmatik. Für Studium und Praxis der Theologie. 10. Auflage. Herder, Freiburg im Breisgau 2016, ISBN 978-3-451-34979-9 (auch spanisch, italienisch, ungarisch, chinesisch).
- (Hrsg.) Joseph Ratzinger Gesammelte Schriften (16 Bände), Herder, Freiburg i. Br. 2008 ff.
- Geleitwort in: Benedikt XVI., Geistliche Schriftlesungen (Christliche Meister, Bd. 58). Ausgewählt, eingeleitet und herausgegeben von Julian R. Backes, Johannes Verlag Einsiedeln, Freiburg i. Br. 2014, 2. Aufl. 2015, S. 7–10, ISBN 978-3-89411-422-0.
- Armut: Die Herausforderung für den Glauben. Mit einem Geleitwort von Papst Franziskus, unter Mitarbeit von Gustavo Gutiérrez und Josef Sayer. Kösel-Verlag, München 2014, ISBN 978-3-466-37106-8.
- Die Botschaft der Hoffnung: Gedanken über den Kern der christlichen Botschaft. Herder, Freiburg im Breisgau 2016, ISBN 978-3-451-38888-0.[151]
- Der Papst: Sendung und Auftrag. Herder, Freiburg im Breisgau 2017, ISBN 978-3-451-37758-7.
- „Ihr sollt ein Segen sein“. Zwölf Briefe über das Priestertum. Herder, Freiburg im Breisgau 2018, ISBN 978-3-451-38310-6.
- Römische Begegnungen, Herder, Freiburg im Breisgau 2019, ISBN 978-3-451-38565-0.
- Der Glaube an Gott im säkularen Zeitalter. Herder, Freiburg im Breisgau 2020, ISBN 978-3-451-38649-7.
- mit Martin Lohmann: Wahrheit. Die DNA der Kirche. Ein Gespräch. fe-Medienverlag, Kißlegg 2020, ISBN 978-3-86357-277-8.
- Was ist katholisch? Herder, Freiburg im Breisgau 2021, ISBN 978-3-451-39074-6.
- Das Wunder der Unsterblichkeit. Was kommt nach dem irdischen Leben? Herder, Freiburg im Breisgau 2022, ISBN 978-3-451-39168-2.
- Gottes Gegenwart in Welt und Sakrament. Exerzitien. Herder, Freiburg im Breisgau 2023, ISBN 978-3-451-39478-2.

## Sonstiges
- 2012 zeigte die Fotografin Herlinde Koelbl in ihrer Ausstellung „Kleider machen Leute“ mit Doppelportraits von Menschen in Berufs- und Freizeitkleidung im Deutschen Hygiene-Museum in Dresden und seither ebenso in anderen Städten auch ein solches Doppelportrait von Müller.[152]